# 鄭國偉
鄭國偉（英語：Matthew Cheng，5月30日—），香港著名舞台劇編劇，亦曾擔任演員及導演，曾兩奪香港舞台劇獎最佳劇本兩次、亦於2006至2007年度成為最佳男配角 (喜劇/ 鬧劇)得主。
其代表作《最後晚餐》，於2012年分別於第二十一屆香港舞台劇獎及第四屆香港小劇場獎獲「最佳劇本」，並於2014年第九屆華文戲劇節獲「優秀編劇獎」，更被《Time Out》(北京)、《新京報》分別評為2013年度十大/六大最佳作品。香港曾四度公演，巡迴足跡遍佈台灣、新加坡及內地十個城市包括北京、上海、廣州、天津等，累積演出超過一百場，劇本更被翻譯成法文及韓文版本。2019年韓文版本的《最後晚餐》於首爾作公開演出，榮獲第七屆首爾戲劇人大獎最佳作品獎。2021年普通話版本的《最後晚餐》於中國大陸城市包括北京、深圳、西安、成都、杭州、上海等地進行巡迴演出。

## 簡歷
鄭國偉出身於草根階層家庭，畢業於香港演藝學院戲劇學院戲劇藝術碩士課程，主修編劇。曾為2005-2009 香港演藝學院編劇講師、2005-2017澳門演藝學院編劇講師、2019香港恒生大學中文戲劇編寫講師、澳門演戲空間【第一二屆播音員訓練班】編劇導師、演戲家族「音樂劇裡的臥虎與藏龍」創作人才培育計劃《下一轉》編劇導師及中小學課外活動戲劇導師、香港藝術發展局審批員(戲劇)、香港專業戲劇同盟幹事及香港大學專業進修學院編劇講師。2020年移居台灣。

## 編劇作品

### 舞台劇
- 《各位起筷》 (2023年 四虫)[4]
- 《皇都電姬》 (2022年 阮劇團x 香港劇場空間)[2]
- 《曖昧》 (2021年首演 2024年重演 香港話劇團) [5]
- 《好日子》 (2018年 香港話劇團)[5]
- 《炫舞場2.0》 (2017年 香港藝術節)
- 《朝暮有情人》(2017年 演戏家族)[6]
- 《流星飛過後許願前的一秒》(2016，聯合編劇，勞工處展翅青見計劃x 香港電台第二台)
- 《炫舞場》 (2016年 香港藝術節)
- 《最後作孽》 (2015年 香港話劇團) [5][1]
- 《復仇者傳聞》(2015年 中英劇團)
- 《我的摯愛》 (2012年 聖雅各福群會)
- 《車仔好有》 (2011年 演戲家族)
- 《最後晚餐》 (2011年 香港話劇團[5][1]
- 《車你好冇》 (2010年 演戲家族)
- 《屈機計劃》 (2008年 UPRO)
- 《魔幻國度》 (2008年 大細路劇團)
- 《希臘孖寶做大show》 (2008年 香港話劇團)
- 《家有一老》 (2008年 大細路劇團)
- 《隱形客漫遊2011》 (2007年 演戲家族)
- 《摘星小王子》 (2007年 觀塘劇團)
- 《香港話劇團》 (2006年 愈笨愈開心)
- 《彌敦道兩岸》 (2005年 灣仔劇團)
- 《二月十四》 (2005年 香港話劇團[4]
- 《新龍門客棧》 (2004年 香港話劇團
- 《關人車事》 (2004年 致群劇社)[7]
- 《隔世幽瞳》 (2004年 劇場工作室)
- 《我不要被你記住》 (2003年首演 2010年重演  Loft Stage)
- 《新龍門客棧》 (2003年 香港話劇團)
- 《冰地救星》 (2003年 中英劇團)
- 《漫天情雨》 (2001年 海燕劇社)
- 《千禧孩子》 (2000年 觀塘劇團)
- 《一件往事》 (2000年 海燕劇社)
- 《五隻紙飛機》 (2000年 海燕劇社)
- 《情之所摯》 (1999年 海燕劇社)
- 《四隻紙飛機》 (1998年 平凡劇社)
- 《最美夏天》 (1998年 海燕劇社)[7]
- 《蟑螂Ａ先生》 (1997年 海燕劇社)
- 《兼職聖誕特工隊+裝飾聖誕樹》 (1996年 海燕劇社)
- 《愛情派對》 (1995年 海燕劇社)
- 《夏日搖籃》(1995年 草乙坊) [7]
- 《愛登士家庭》(1995年 海燕劇社)
- 《不愛他愛他》(1994年 海燕劇社)
- 《色彩車票》(1994年 海燕劇社)
- 《男思女想》(1993年 海燕劇社)
- 《MAN'S LOVE》(1993年 海燕劇社)
- 《魔椅、 魔怪一族的環保日》 (1991年 海燕劇社)

## 演員作品
- 《皇都電姬》 (2020年首演，2022年重演，阮劇團x劇場空間)[2]
- 《恐佈行動》讀劇 (2019年, 同流x尋問者)
- 《花木蘭》 (2019年, 夢飛行合家歡劇團)
- 《廚神爸爸》 (2017年, 夢飛行合家歡劇團)
- 《斷到正》 (2015年, 觀塘劇團)
- 《維港乾了》 (2015年， 香港話劇團)
- 《扭計情殺案》 (2014年, 觀塘劇團)
- 《疊配文》 (2013年, 7A班戲劇組)
- 《小白兔之一次奇異賽跑》 (2012年首演, 2014年重演 小天使兒童劇團)
- 《愛上愛上誰人的新娘》重演 (2011年，劇場工作室)
- 《隱形客漫遊2011》 (2011年， 演戲家族)
- 《創出香港神話之天后傳奇之求人不如求己》 (2011年, 劇場工作室)
- 《正在想》 (2010年，香港戲劇協會)
- 《我的援交日記》 (2010年，創檢劇場)
- 《小白兔送紅蘿蔔音樂劇》 (2010年首演, 2011年重演，小天使兒童劇團)
- 《君住廟街頭·妾住廟街尾》 (2009年，團劇團)
- 《黑色48樓》 (2008年，劇場工作室)
- 《昆蟲世界》 (2008年，中英劇團)
- 《家有一老之美麗水杯》 (2008年，大細路劇團)
- 《抱抱小松鼠》 (2007年，劇場工作室)
- 《不如跳跳舞》 (2006年，演戲家族)
- 《美國蝦》 (2003年，一條褲製作)
- 《女幹探》 (2003年，劇場工作室)
- 《山村老師》 (2003年，劇場工作室)

## 獎項
- 2022年憑《曖昧》獲上海·静安現代戲劇谷「壹戲劇大賞」，年度最佳编劇[8]；
- 2022年第30屆香港舞台劇獎，憑《曖昧》獲「最佳劇本」[9]
- 2020年韓國首爾戲劇人大獎，憑《最後晚餐》獲「最佳作品獎」
- 2019年第28屆香港舞台劇獎，憑《好日子》獲「最佳劇本」 提名[9]
- 2019年IATC (HK) 劇評人獎，憑《好日子》獲「年度劇本/編劇獎」提名
- 2016年第25屆香港舞台劇獎，憑《最後作孽》獲「最佳劇本」提名[9]
- 2013年第屆華文戲劇節（杭州）獲《優秀編劇獎》
- 2012年第4屆香港小劇場獎，憑《最後晚餐》獲「最佳劇本」[10]
- 2012年第21屆香港舞台劇獎，憑《最後晚餐》獲「最佳劇本」[9]
- 2007年香港藝術發展獎「傑出青年藝術獎」（戲劇）[11]
- 2007年第14屆香港舞台劇獎憑《不如跳跳舞》獲「最佳男配角（喜劇／鬧劇）」[9]
- 2006年第15屆香港舞台劇獎憑《二月十四》獲「最佳劇本」提名[9]
- 2003年第12屆香港舞台劇獎獲頒發「傑出青年編劇獎」[9]
- 2002年香港話劇團《此時此地》香港劇本創作比賽中，憑《關人車事》獲最佳劇本獎
- 2001年畢業於香港演藝學院戲劇學院，校內獲傑出編劇獎及渣打銀行慈善基金獎學金
- 1997年赫墾坊劇團舉辦《新苗火種計劃》，憑《最美夏天》，奪得長編劇組最後得獎作品
- 1997年參與臨市政局戲劇匯演憑《都市．情親》一劇[7]，擔任編導，並奪得優異編劇、優異整體演出獎
- 1996年扶輪社話劇比賽中，憑《裝飾聖誕樹》獲最佳導演獎及優異整體演出獎
- 1995年市政局戲劇匯演中，憑《夏日搖籃》獲優異劇本

## 外部連結
- 鄭國偉過去編導演作品@Art-mate.net （页面存档备份，存于）
- 《劇場會客室》第廿四集(1)：專訪編劇鄭國偉 （页面存档备份，存于）